# Hajnal Andréka
Hajnal Ilona Andréka (também Hajnalka Andréka; Budapeste, 17 de novembro de 1947) é uma matemática húngara, especializada em lógica algébrica. É professora pesquisadora emérita no Instituto de Matemática Alfréd Rényi da Academia de Ciências da Hungria.

## Formação e carreira
Andréka nasceu em 17 de novembro de 1947 em Budapeste. Obteve um diploma em matemática em 1971 da Universidade Eötvös Loránd, onde completou um doutorado em 1975, e obteve o grau de Candidato de Ciências 1978. Em 1992 obteve o título de Dr. rer. nat. na Academia de Ciências da Hungria.
Trabalhou no Ministério Húngaro de Indústrias Pesadas de 1971 a 1977, sendo afiliada ao Instituto de Matemática Alfréd Rényi da Academia de Ciências da Hungria desde 1977.

## Livros
- Cylindric Set Algebras (com Leon Henkin, Donald Monk, Alfred Tarski e István Németi, Lecture Notes in Mathematics 883, Springer, 1981, )
- Universal Algebraic Logic: Dedicated to the Unity of Science (com István Németi e Ildikó Sain, Studies in universal logic, Birkhäuser, 2008)
- Cylindric-like Algebras and Algebraic Logic (editado com Miklós Ferenczi e István Németi, Bolyai Society Mathematical Studies 22, Springer, 2013, )
- Simple Relation Algebras (com Steven Givant, Springer, 2017, )

## Reconhecimento
Andréka recebeu o Prêmio Comemorativo Géza Grünwald para jovens pesquisadores da Sociedade matemática János Bolyai em 1975, e o Prêmio Gyula Farkas em matemática aplicada da Sociedade matemática János Bolyai em 1978. Em 1979 a John von Neumann Computer lhe deu seu Prêmio László Kalmár, e em 1987 o Instituto de Matemática Alfréd Rényi lhe deu seu Prêmio Alfréd Rényi.